# Французское таро
Французское таро, также jeu de tarot — карточная игра со взятками для четырёх игроков с использованием традиционной 78-карточной колоды таро. Игра повсеместно распространена во Франции, а также известна во франкоязычной Канаде. Французское таро является одной из старых форм таро и пользовалось популярностью на протяжении столетий.

## История
Первое появление карт в Европе датируется концом XIV века. Свое распространение они получили через территорию современных Италии, Испании. Карты Таро впервые упоминаются в середине XV века в Италии. Первоначально их называли «trionfi»; позже итальянцы называли их «tarocchi», так как идея козырей распространилась и на другие карточные игры. Итальянское слово «tarocchi», и французское слово «tarot» встречаются с начала XVI века, хотя неясно, было ли одно из них производным от другого.
Таро были введены во Францию в начале XVI в. в результате Первой и Второй итальянских войн (1494—1522 гг.) и широко зафиксирован во французской письменности того века. К 1622 г. Таро стали более популярным во Франции, чем шахматы, а самое раннее упоминание о них появилось около 1637 г. в Невер. Описано партия из трёх игроков, на 78 карт, играемых в итальянской масти. Во Франции Таро оставался в моде до 1650 г. Затем популярность карт Таро неуклонно снижалась до такой степени, что в XVIII веке на всей территории Франции едва ли играли за пределами Прованса.

## Официальные правила
Таро, вторая по популярности игра во Франции после белота, набирала известность, начиная со второй половины XX столетия, чему способствовала большая устойчивость правил вне зависимости от места игры. Правила таро публикуются Французской Федерацией Таро. Иногда игру называют также «французское таро» с целью провести различие между этой игрой, другими играми с использованием колоды таро, а также с другими применениями таро, включая таромантию. Обычно игра рассчитана на трёх-четырёх игроков (есть также немного отличный вариант для пяти). Вариант для четырёх игроков обычно считается основным. Именно в него играют на соревнованиях.

## Колода

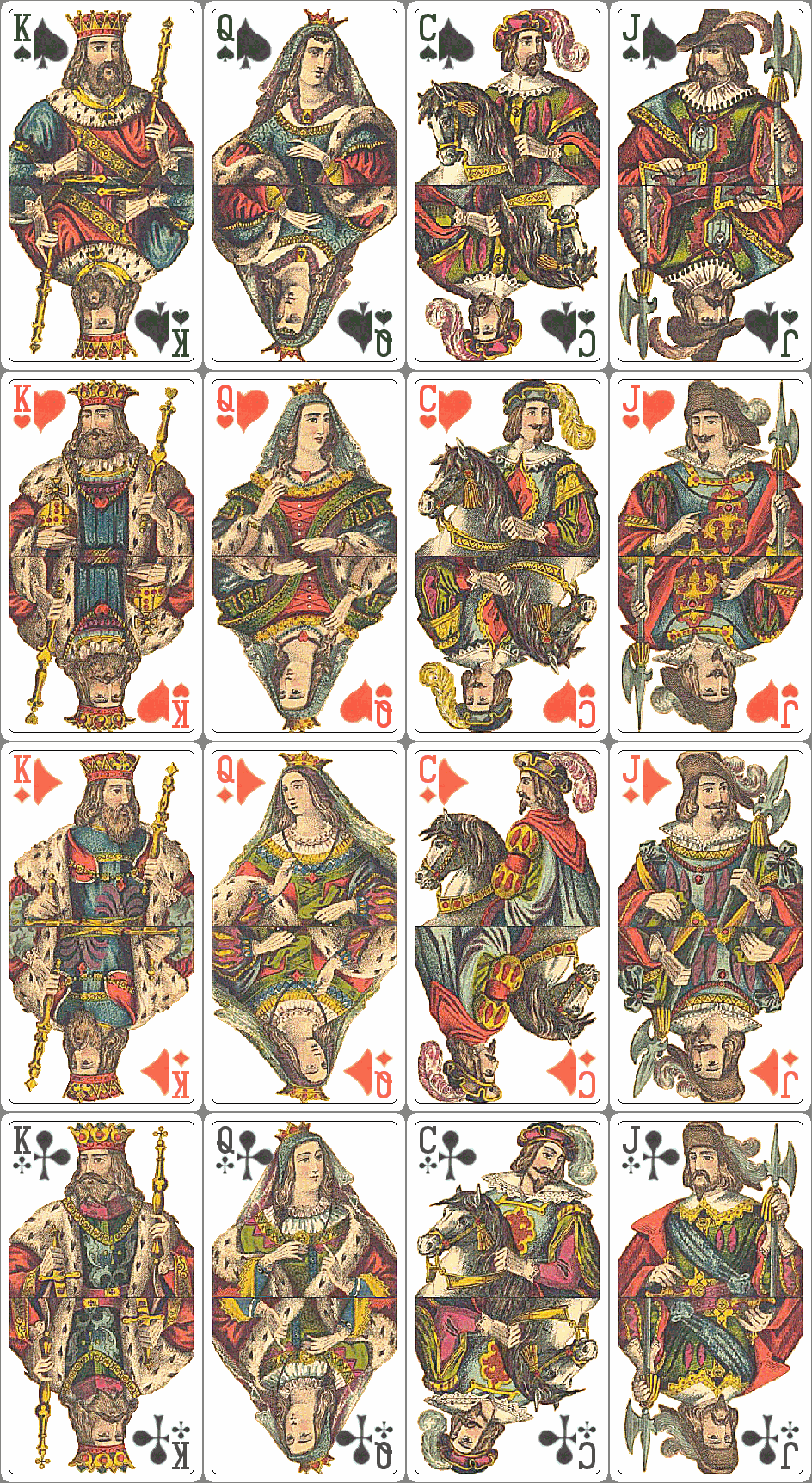
Придворные карты французского таро включают рыцаря (символ С, между дамой и валетом).

В таро играют колодой из 78 карт, состоящей из пронумерованной серии из 21 козырей, одного Дурака и 4 мастей (пики (мечи), черви (кубки), бубны (пентакли), трефы (жезлы) по 14 карт, включая числовые от 1 до 10, валета, рыцаря, даму и короля. Стиль колоды, чаще всего применяемой для игры, известен как «Таро Нуво» и подобен стилю французской колоды в 52 листа.

### Достоинство и особенности карт
Три карты, известные как oudlers («удле») или «bouts» («бу», концы), особо важны в игре: козыри 1 («Маг»), 21 («Мир»), и Прощение (Дурак). Эти карты, при наличии их у назначившего контракт, снижают количество очков, необходимое для его исполнения.
Мир не меняет хозяина на протяжении игры, являясь старшим козырем. Дурак также остаётся в руках своего хозяина, за исключением его использования в последней взятке, при котором он может перейти к противнику (см. Прощение). Маг же меняет хозяина без ограничений, поэтому за ним охотится команда, у которой его нет.
Достоинство червей, треф, бубен и пик от высших к низшим: король, дама, рыцарь, валет, 10, 9, 8, 7, 6, 5, 4, 3, 2, 1 (туз).
Единственной картой с особым действием является Дурак, называемый Прощением. Дурак может быть сыгран в любой взятке: он «извиняет» игрока за нарушение масти. Однако он никогда не берёт взятку. Карта остаётся у того, кто ей сыграл, а не переходит к тому, кто выиграл взятку: в качестве компенсации хозяин Дурака должен отдать выигравшему какую-любо полуочковую карту из своей счётной стопки — любой козырь, кроме удле, или карту любой масти от 1 до 10.
Исключение составляет игра Дураком в последней взятке. Если сторона, которая играет Дураком, взяла все предыдущие взятки (см. раздел Шлем), то Дурак забирает и последнюю взятку. В противном случае он переходит в руки противника даже в случае выигрыша взятки.

### Сдача
Каждый игрок вытаскивает случайную карту из колоды; раздающим становится вытянувший наименьшую карту. Достоинство мастей в порядке уменьшения: пики, червы, бубны, трефы (10 червей > 9 пик, 5 бубен > 5 треф). Достоинство козырей больше, чем всех остальных карт. Вытянувший Дурака тянет ещё раз.
Игрок слева от раздающего срезает колоду, после чего сдающий раздаёт всю колоду против часовой стрелки: по 18 карт каждому игроку, плюс 6 карт «псу» (фр. chien), то есть прикуп. Каждому игроку раздаётся по три карты за раз, а «псу» — одна карта в любое время по желанию сдающего, за исключением первой и последней карт колоды.
Если сдающий делает ошибку в сдаче, то рука пересдаётся либо сдающим, либо следующим игроком. Игроки осматривают, сортируют и оценивают свои карты и приступают к торговле.

### Один Маг
Игрок, у которого на руках только Маг (1-й козырь), но нет ни Дурака, ни других козырей, должен сообщить об этом, после чего карты пересдаются следующим раздающим.

### Торг
Игроки смотрят на розданные им карты и приступают к торгам против часовой стрелки, начиная с игрока справа от сдающего. Делая заявку, игрок высказывает свою уверенность в способности исполнить заявленный контракт, играя против трёх остальных (см. раздел Подсчёт). Если игрок не желает делать заявку, он может «спасовать». Заявка каждого следующего игрока может быть только выше предыдущих заявок. Каждый игрок может сделать только одну заявку. Игрока, выигравшего торги, называют preneur «берущий» (иногда также называемый «разыгрывающим», как в бридже). Он должен исполнить контракт, в то время как все остальные, «вистующие», должны ему в этом помешать. Игрокам не разрешается сортировать карты до объявления первой непасовой заявки.
Уровень заявки игрока зависит от силы его руки, обычно оцениваемой подсчётом наличных очков (см. раздел Оценка руки).
Заявки, по возрастанию значимости:
- prise (приз) или petite («пети», малая): если выигрывает эта заявка, то берущий открывает прикуп и добавляет его к своей руке, а потом откладывает из руки такое же число карт рубашкой вниз с тем, чтобы привести её к норме перед началом игры. Эти карты формируют начало его счётной стопки и называются «l'écart» (отложенными). Обычно это значит, что в руке берущего как минимум 10 очков.
- pousse («пус», росток): производятся те же действия, что и в призе, но означает наличие как минимум 20 очков в руке берущего.
- garde («гарде», защита): те же действия, что и в «призе», но берущий выигрывает или проигрывает двойную ставку. Обычно означает наличие 40 или более очков в руке.
- garde sans [le chien] («гарде сан ле шьен», защита без пса): прикуп уходит прямо в стопку берущего и не вскрывается до конца игры. Ставка удваивается по сравнению с обычной защитой (то есть в четыре раза больше обычной). Обычно означает наличие 80 очков в руке.
- garde contre [le chien] («гарде контр ле шьен», защита против пса): прикуп переходит непосредственно в стопку оппонентов и не вскрывается до конца игры. Ставка утраивается по сравнению с обычной защитой (то есть в шесть раз больше обычной).

Берущий не может сбросить короля или козырь, кроме тех случаев, когда ему больше нечего сбрасывать. В этом случае он может сбросить козырь. Берущий должен показать, какие козыри он сбрасывает. Удле не может быть сброшен вообще. Если никто не делает заявки, происходит пересдача. Новым сдающим становится игрок по правую руку от предыдущего.
В более ранних правилах, которые до сих пор в ходу за пределами соревнований, вместо приза, пуса и гарде были две заявки по возрастанию: пети и пус. Приз до сих пор иногда называется пети. Некоторые игроки также играют без призового контракта, делая минимальной ставкой гарде.

### Главная фаза
Игрок справа от берущего начинает первую взятку. Каждый игрок добавляет к взятке по карте (строго по очереди, против часовой стрелки). Взятки берутся сходно с другими играми с козырной мастью: взятку забирает наивысший козырь, а в случае отсутствия козырей — старшая карта ведущей масти. Каждая последующая взятка начинается выигравшим предыдущую, с любой карты.
Остальные игроки должны соблюдать масть (то есть ходить картой той же масти при условии, что она у них есть). При отсутствии масти кладётся козырь (для выигрыша взятки он должен быть выше, чем другие козыри, если таковые уже были положены прежними игроками). Маг является самым низшим козырем, Мир — наивысшим. Если игрок вынужден ходить с козыря, но не может перекозырять, он может ходить с любого козыря. Если же у него нет ни масти, ни козырей — он может положить любую карту.
Если взятка начинается с козыря, все остальные игроки должны ходить с козырей в возрастающем порядке. Если же это невозможно, игрок может положить низший козырь, либо любую другую карту при отсутствии козырей. Если взятка начинается с Дурака, то масть определяется следующей картой.

### Подсчёт
Игра оканчивается последней взяткой. Берущий подсчитывает количество удле и значимых карт в своей счётной стопке. Если он взял большинство взяток, то возможен альтернативный вариант: вистующие суммируют удле и очки в своих счётных стопках — остаток является суммой очков берущего.

#### Достоинство карт
При подсчёте карты делятся на две группы: «значимые» (все лицевые карты и удле) и «обычные» (cartes basses), включая все козыри, кроме 1 и 21. Карты разбиваются на пары, в которых каждой значимой карте сопоставляется обычная. Оставшиеся обычные карты также объединяются в пары. Значения пар подсчитываются и суммируются:
- 1 король/удле + 1 обычная карта : 5 очков
- 1 дама + 1 обычная карта : 4 очка
- 1 рыцарь + 1 обычная карта : 3 очка
- 1 валет + 1 обычная карта : 2 очка
- 2 обычные карты : 1 очко

Таким образом, у каждой карты есть своё значение: разбивка на пары просто облегчает подсчёт. Значение непарных карт:
- король или удле — 4½ очков;
- дама — 3½;
- рыцарь — 2½;
- валет — 1½;
- все другие карты — ½.

#### Выигрыш
Количество очков, необходимое берущему, зависит от количества удле в выигранных им взятках.
- При 3 удле ему требуется как минимум 36 очков;
- При 2 удле — 41;
- При 1 удле — 51;
- При 0 удле — 56.

Общее количество очков — 91, поэтому если у берущего:
- 3 удле — вистующим нужно набрать 55 ½ очков;
- 2 удле — 50 ½;
- 1 удле — 40 ½;
- 0 удле — 35 ½.

#### Подсчёт
Таро — игра с «нулевой суммой»: если один игрок набирает очки, то другой их теряет. Чтобы подсчитать очки руки, подсчитывающий начинает с базовой суммы в 25 очков, к которой прибавляется положительная разница между набранными очками и необходимым количеством очков, а также бонус Petit au bout, если таковой имеется. Это число умножается в зависимости от уровня заявки берущего (см. раздел Торговля). Также могут прибавляться два бонуса — poignée («пуане», пригоршня) и chelem (шлем). Таким образом, подсчёт очков происходит по следующей формуле:
{\displaystyle \ s=((25+E+P)*M)+Po+C}
где:
- E : Экстра очки (очки свыше минимально необходимого минимума, или ниже его, если необходимое количество не было набрано)
- P : Бонус Petit au bout (см. ниже)
- M : Множитель (1, 2, 4 или 6 в зависимости от уровня заявки берущего)
- Po : Бонус Poignée (см. ниже)
- C : Бонус chelem (см. ниже)

Если берущий набирает больше нужного количества очков, то количество очков его руки вычитается из очков каждого из вистующих. Если же он не набирает нужного количества, то это количество прибавляется к очкам каждого из вистующих, после чего сумма выигрыша вистующих вычитается из очков берущего. При игре для четырёх игроков берущий выиграет или проигрывает количество очков втрое больше его руки. Сумма очков всех четырёх рук равняется нулю.
Например, если игрок А выиграл гарде сан ле шьен с пуане, набрав на 12 очков больше необходимого, то счёт будет следующим: ((25 + 12 + 0) * 4) + 10 + 0 = 158 очков. Эти очки отнимаются от очков каждого вистующего, а их сумма прибавляется к очкам берущего. Таким образом, получается:
1. A, 474 = 3 * 158
2. B, −158
3. C, −158
4. D, −158

Карты собираются после каждой партии, срезаются предыдущим сдающим и раздаются игроком справа от него. Карты обычно не тасуют, чтобы кто-либо из игроков мог получить достаточно хорошую комбинацию карт для заявки, что помогает избежать многочисленных пересдач. Это только один из способов подсчёта.

### Бонусы

#### Мизер
Если в руке игрока нет козырей (Дурак не считается козырем) — он может объявить мизер, равно как и при одновременном отсутствии лицевых карт (король, дама, рыцарь, валет) и удле. Это даёт объявившему 30 очков, отнимая соответственно по 10 у всех других. Данный бонус является распространённым домашним правилом и не рассматривается в качестве официального турнирного правила Французской Федерацией Таро. Вследствие использования мизера может возникнуть парадокс, при котором игрок, исполнивший контракт, остаётся в минусе.
Если никто из игроков не сделал значимой заявки, то вместо пересдачи может разыгрываться мизер. Прикуп при этом откладывается в сторону, а каждый из игроков играет сам за себя, стараясь набрать как можно меньше очков. Такая игра наказывает игроков, боящихся делать заявки, несмотря на наличие хороших карт в руке.

#### Пуане
Если у игрока 10 или более козырей в руке, он может объявить одинарную (10+), двойную (13+), или тройную (15+) пригоршню (пуане). Обычная пригоршня прибавляет 20 очков, двойная и тройная — 40 и 60 соответственно. Бонус всегда прибавляется к очкам руки, поэтому если игрок не уверен в выигрыше, он может не объявлять пуане, чтобы не увеличить выигрыш противника. Объявляющий пуане должен предъявить остальным игрокам хотя бы минимальное количество козырей, необходимое для заявки. Дурак считается козырем при такой демонстрации карт, но его показ говорит об отсутствии у игрока других козырей. Этот бонус не умножается независимо от контракта.

#### Петит у бу
Если последняя взятка выигрывается Магом (1-м козырем), то перед умножением к руке добавляется или отнимается 10 очков, в завимости от того, что более выгодно стороне, выигравшей «Петит у бу» («Один в конце»). Обычно, если одна из сторон делает петит у бу, а сторона противников преуспела в исполнении контракта, то бонус вычитается. Если же контракт был исполнен стороной, делающей «петит у бу», то бонус прибавляется. Если сторона, претендующая на петит у бу, выигрывает все взятки, то этот бонус начисляется лишь в том случае, если Магом была забрана предпоследняя взятка, а Дурак играл в последней. Этот бонус умножается в зависимости от контракта; если контракт — гарде сан ле шьен — то выигрыш/проигрыш для одной руки увеличится/уменьшится на 40 очков.

#### Шлем
Шлем — обязательство забрать все взятки. За объявленный при торге шлем присуждается 400 очков (в случае успеха), берущий также получает право первого хода. За необъявленный шлем начисляется 200 очков. Штраф за неисполнение объявленного шлема — 200 очков. Этот бонус не умножается в зависимости от контракта.
Парадоксально, но иногда вистующие делают шлем против берущего. В этом случае им начисляется по 200 дополнительных очков.

#### Малый шлем
Малый шлем — обязательство взять все взятки, кроме трёх. Это неофициальное правило, как и мизер. За необъявленный малый шлем начисляется 150 очков, за объявленный — 300, и штраф в 150 очков в случае неудачи.

## Варианты

### Неприкосновенный Маг
В этом варианте игрок, у которого нет козыря, кроме Мага, может продолжать игру, но Магом играют как Дураком — если он не выигрывает взятку, то возвращается владельцу в обмен на полуочковую карту.

### Вариант для трёх игроков
Прикуп состоит из шести карт, игрокам раздаётся по 24 карты, по 4 за раз. Для простой пуане нужно 13 взяток, для двойной — 15, для тройной — 18.

### Вариант для пяти игроков
В прикупе три карты, каждому игроку раздаётся по 15 карт. Для одинарной пригоршни требуется 8 козырей, для двойной — 10, для тройной — 13. Перед объявлением прикупа и подсчётом его очков берущий называет короля какой-либо масти. Тот, у кого на руках оказывается этот король, становится партнёром берущего, и играет вместе с ним против трёх остальных игроков. Если же у берущего на руках все 4 короля, он называет даму. Если все 4 дамы тоже у него — рыцаря. Если же у него в руке все короли, дамы и рыцари — он должен играть один против всех.
В игре для пятерых с называнием короля, некоторые играют так, что нельзя ходить с масти, в которой объявлен король в первой взятке, за исключением случая, если ходит тот игрок, объявивший короля — тогда он может пойти с этого короля.
В австрийской версии, Königrufen, этот механизм используется для организации игры по четырёх игроков по парам.
Король называется прежде каких-либо действий с прикупом; поэтому берущий может назвать короля, который лежит в прикупе, в результате чего ему придётся играть одному.
При подсчёте очки одной руки прибавляются к очкам партнёра берущего либо вычитаются из них в зависимости от исполнения контракта. Например, если берущий исполняет контракт, то каждый вистующий проигрывает сумму очков руки берущего, партнёру набавляется эта же сумма, а берущий выигрывает двойную сумму. Если же он проигрывает, то выигрыши и проигрыши меняются местами.

### Варианты правил
- Может быть введён запрет на игру всеми тремя удле в одной взятке.
- Может использоваться 10-очковая заявка, roi au bout («руа у бу», король в конце).

### Альтернативный подсчёт
Помимо турнирного подсчета очков, существует много других систем. Например:
petite x1, garde x2, garde sans x4, garde contre x5; большой шлем выигрывает 400, если заявлен и выполнен, проигрывает 200, если заявлен и не выполнен, выигрывает 200, если выполнен без объявления; малый шлем (все взятки, кроме одной) 300, если заявлен и выполнен, проигрывает 150, если заявлен и не выполнен, не дает очков, если выполнен без заявления.
Когда играют с pousse, множители могут быть: petite x1, pousse x2, garde x4, garde sans x8, garde contre x12.
Пуане могут считаться: одиночный 10, двойной 20, тройной 40.
В одном из вариантов подсчёта отсутствует множитель, а базовое число очков варьируется:
- 10 для пети
- 20 для пус
- 40 для гарде
- 80 для гарде сан ле шьен
- 160 для гарде контр ле шьен

Ещё одним популярным вариантом является умножение ставки на 8 (а не на 6) при гарде контр ле шьен.

### Подсчёт с помощью фишек
Простым способов ведения счёта и игры на деньги в таро является использование покерных фишек, или подобных им. Уровень ставок равняется 1, 2, 4 и 6\8 фишек. Игроки поднимают ставку, увеличивая количество фишек, подобно покеру, но без возможности бросить карты. Ставка каждого игрока находится перед ним, а берущий также выставляет дополнительные ставки, соответствующие ставкам каждого вистующего. При выигрыше он забирает все фишки. При проигрыше — фишки делятся поровну между вистующими.
Правила на случай, если у кого-то кончаются фишки или нет возможности покрыть текущую ставку, различаются. Чаще всего игрок, у которого не хватает фишек, не может выиграть больше своей ставки. Если же он проигрывает, то выигравшие распределяют между собой его фишки поровну, насколько это возможно. Если недостача у вистующего, то он может выиграть только сумму, имеющуюся у вистующего, и должен покрывать только эту сумму в случае проигрыша. Игра может оканчиваться, когда у одного из игроков не остаётся фишек. Выигравшим в таком случае считается тот, у кого больше всего фишек. В противном случае игра может продолжаться с увеличением количества фишек при повышении заявки. В зависимости от договорённости игроку, у которого не осталось фишек, может быть позволено выигрывать фишки за помощь в «засаживании» берущего.

## Стратегия

### Оценка руки игроком
Игрок может подсчитывать очки за разные комбинации в своей руке, оценивая свою заявку соответственно количеству очков.
| Комбинация                    | Комбинация                                                                                  | Комбинация                                                                                  | Очки |
| ----------------------------- | ------------------------------------------------------------------------------------------- | ------------------------------------------------------------------------------------------- | ---- |
| удле                          | 21                                                                                          | 21                                                                                          | 10   |
| удле                          | Дурак                                                                                       | Дурак                                                                                       | 8    |
| удле                          | Маг                                                                                         | и 1-3 козыря                                                                                | 0    |
| удле                          | Маг                                                                                         | и 4 козыря                                                                                  | 5    |
| удле                          | Маг                                                                                         | и 5 козырей                                                                                 | 7    |
| удле                          | Маг                                                                                         | и 6 и более козырей                                                                         | 9    |
| Козыри                        | за каждый козырь (включая удле), если их общее количество не менее четырёх                  | за каждый козырь (включая удле), если их общее количество не менее четырёх                  | 2    |
| Козыри                        | за каждый старший козырь (от 16 до 21)                                                      | за каждый старший козырь (от 16 до 21)                                                      | 2    |
| Козыри                        | за каждый старший козырь в последовательности, то есть 20,21 = 2 очка или 16,17,18 = 3 очка | за каждый старший козырь в последовательности, то есть 20,21 = 2 очка или 16,17,18 = 3 очка | 1    |
| Лицевые карты одной масти     | король и дама                                                                               | король и дама                                                                               | 10   |
| Лицевые карты одной масти     | король без дамы                                                                             | король без дамы                                                                             | 6    |
| Лицевые карты одной масти     | дама без короля                                                                             | дама без короля                                                                             | 3    |
| Лицевые карты одной масти     | рыцарь                                                                                      | рыцарь                                                                                      | 2    |
| Лицевые карты одной масти     | валет                                                                                       | валет                                                                                       | 1    |
| Масти                         | 5 карт одной масти                                                                          | 5 карт одной масти                                                                          | 5    |
| Масти                         | 6 карт одной масти                                                                          | 6 карт одной масти                                                                          | 7    |
| Масти                         | 7 и более карт одной масти                                                                  | 7 и более карт одной масти                                                                  | 9    |
| Для гарде сан или гарде контр | нет карты в масти                                                                           | нет карты в масти                                                                           | 6    |
| Для гарде сан или гарде контр | одна карта в масти                                                                          | одна карта в масти                                                                          | 3    |

Каждая область очков подразумевает свою заявку:
менее 40 очков: пас
от 40 до 55 очков: приз
от 56 до 70 очков: гарде
от 71 до 80 очков: гарде сан ле шьен
более 80 очков: гарде контр ле шьен
Важно постараться захватить Мага, если это возможно, Если в игре для пяти игроков у берущего есть 21 козырей, он должен использовать его, чтобы помочь партнёру сохранить Мага, если тот у него имеется. Если у берущего много козырей, он может предпринять «охоту на Мага», стараясь вынудить хозяина Мага походить им.
Каждому игроку следует знать, какие масти уже были сыграны, и какие ещё предстоит сыграть. Также полезно считать, какие козыри и короли уже были в игре.

### Использование Дурака
1. Дурак у берущего
- берущий должен сохранять Дурака, чтобы защитить единственный большой козырь, особенно если считает, что вистующие могут его перекозырять.
- берущий может использовать Дурака, чтобы временно скрыть отсутствие старших козырей.
- при заявке пуане запрещено показывать 9 козырей и Дурака, если у берущего есть ещё один козырь.
- берущий может походить с Дурака, если он знает, что его сосед будет козырять.
- если у берущего сильная рука, то он должен ходить с Дурака при первой возможности.

2.
- ход Дураком после 21 партнёра означает предложение прекратить охоту.
- если же им играют в следующей взятке после 21 — значение хода прямо противоположно.
- ход Дураком в масти берущего свидетельствует о наличии у игрока большого козыря.
- игрок, не способный побить масть или перекозырять, может использовать Дурака, чтобы дать такую возможность партнёру.
- вистующий может походить Дураком, чтобы позволить партнёру перекозырять Магом.
- ход Дураком также может свидетельствовать о слабой руке ходящего.

## Сообщения
Французская федерация Таро приняла систему условных ходов, позволяющую вистующим сообщать о достоинстве и количестве определённых карт в руке. Сигнализация является условностью игры, а не одним из правил.
В самом начале (указание одной картой)
- В масти:

Карта от туза до 5 сообщает, что у игрока марьяж (mariage c французского женитьба) (король и дама).
Карта более 5 сообщает, что у игрока его нет.
- В козырях:

Нечётный козырь сообщает о наличии как минимум 7 козырей и поощряет партнёра играть козырями.
Ход с чётного козыря в начале партии сообщает о наличии у игрока менее семи козырей.
По ходу игры (указание двумя картами)
- Масть, которой играет берущий:

Две карты одной масти в порядке понижения сообщают, что у игрока пара лицевых карт этой масти, и при игре в ней можно перекозырять берущего, что сбережёт очки.
- Масть, которой играют вистующие:

Карта в нисходящем порядке означает, что у вистующего есть набор карт одной масти, и просит козырять.
Также на наличие набора карт указывает Ход Дураком в первой или второй взятке в масти берущего, если только Дурак не используется для того, чтобы помешать развернуться берущему.
При сильной руке вистующий может дольше ходить с её масти. При слабой — наоборот.
Если игрок показывает силу своей руки ходом с короля или нечётного козыря — это задаёт определённую линию игры, которой должны следовать другие игроки.
Если берущему известны условные знаки, то вистующий может пытаться обманывать его таким образом. Однако это опасная игра, потому что вместе с этим он также обманывает и других вистующих. Иногда полезно воздержаться от сигнализации, особенно в нетипичной игре.

### На французском
- Таро США
- Fédération Québécoise de Tarot